# Coleophora cytisanthi
Coleophora cytisanthi é uma espécie de mariposa do gênero Coleophora pertencente à família Coleophoridae.